# Румыния на летних Олимпийских играх 1964
На Летних Олимпийских играх 1964 года Румынию представляли 138 спортсменов (108 мужчин и 30 женщин), выступившие в 13 видах спорта. Они завоевали 2 золотых, 4 серебряных и 6 бронзовых медалей, что вывело румынскую сборную на 14-е место в неофициальном командном зачёте.

## Медалисты
| Медаль  | Спортсмен                                                  | Вид спорта                  | Дисциплина                              |
| ------- | ---------------------------------------------------------- | --------------------------- | --------------------------------------- |
| Золото  | Иоланда Балаш                                              | Лёгкая атлетика             | Женщины, прыжки в высоту                |
| Золото  | Михаэла Пенеш                                              | Лёгкая атлетика             | Женщины, метание копья                  |
| Серебро | Андрей Игоров                                              | Гребля на байдарках и каноэ | Мужчины, каноэ-одиночки, 1.000 м        |
| Серебро | Хильде Лауэр                                               | Гребля на байдарках и каноэ | Женщины, байдарки-одиночки, 500 м       |
| Серебро | Йон Трипша                                                 | Стрельба                    | Мужчины, скорострельный пистолет 25 м   |
| Серебро | Валериу Буларка                                            | Борьба                      | Мужчины, греко-римская борьба, до 70 кг |
| Бронза  | Лия Манолиу                                                | Лёгкая атлетика             | Женщины, метание диска                  |
| Бронза  | Аурел Вернеску                                             | Гребля на байдарках и каноэ | Мужчины, байдарки-одиночки, 1.000 м     |
| Бронза  | Аурел Вернеску Симьон Кучьюк Атанасие Счотник Михай Цуркаш | Гребля на байдарках и каноэ | Мужчины, байдарки-четвёрки, 1.000 м     |
| Бронза  | Хильде Лауэр Корнелия Сидери                               | Гребля на байдарках и каноэ | Женщины, байдарки-двойки, 500 м         |
| Бронза  | Думитру Пырвулеску                                         | Борьба                      | Мужчины, греко-римская борьба, до 52 кг |
| Бронза  | Йон Черня                                                  | Борьба                      | Мужчины, греко-римская борьба, до 57 кг |